# Брат Роже
Роже Шютц (відомий як Брат Роже; фр. Frère Roger; 12 травня 1915, Прованс, Швейцарія — 16 серпня 2005, Тезе) — швейцарський християнський лідер і чернець. 1940 року Шютц заснував спільноту Тезе, екуменічну монашу спільноту в Бургундії, Франція. Був першим лідером громади аж до вбивства 2005 року. До кінця життя брата Роже спільнота Тезе привертала міжнародну увагу, вітаючи тисячі молодих паломників щотижня, що продовжилося після його смерті.

## Життєпис

### Ранні роки

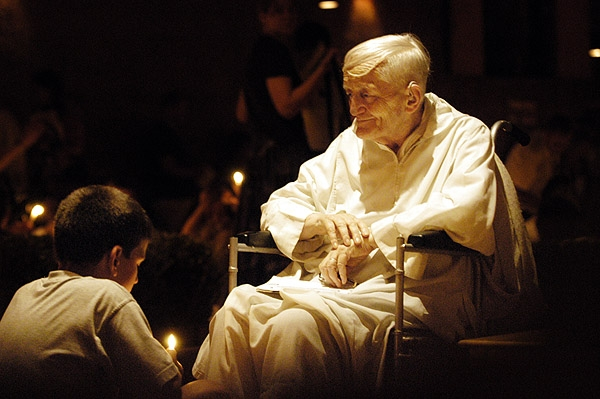
Brother Roger at prayer, 2003.

Справжнє ім'я, отримане при народженні — Roger Louis Schütz-Marsauche, Роже був дев'ятою і наймолодшою дитиною в сім'ї Карла Ульріха Шютца, протестантського пастора з Бакс в Zürcher Unterland в Швейцарії. Мати — Амелі Геррієтте (Amélie Henriette Marsauche), гугенотка з Бургундії.
1937—1940 — вивчав Кальвінізм у Страсбургу і Лозанні, де він був лідером швейцарського студентського християнського руху, частиною World Student Christian Federation. Захворівши на туберкульоз, під час одужання він відчув поклик до чернечого способу життя.

### Під час війни
1940 року, після початку Другої світової війни, Роже відчував покликання служити тим, хто страждає від війни, як його бабуся по материнській лінії робила під час Першої світової війни. Він поїхав з Женеви до Тезе, невеликого містечка недалеко від Макону, на 390 км на південний схід від Парижу.
Це місто було розташоване на неокупованій території Франції. Роже купив порожній будинок, де протягом двох років разом із сестрою Женев'євою переховував біженців, як християнських, так і єврейських. 1942 року був змушений покинути Тезе, після повідомлення, що гестапо стало відомо про їх діяльність. 1944 року повернувся до Тезе, щоб заснувати співтовариство, спочатку невелику квазі-чернечу громаду чоловіків, що живуть разом в бідності і слухняності, відкриту для всіх християн.

### Післявоєнні роки
З кінця 1950-х років багато тисяч молодих людей з багатьох країн знайшли свій шлях до Тезе, щоб взяти участь у щотижневих семінарах, молитвах і роздумах. Крім того, брати Тезе проводили зустрічі в Африці, Північній і Південній Америки, Азії та Європі в рамках «паломництва довіри на землі».

### Останні роки
Духовний лідер завжди поводився стримано, рідко даючи інтерв'ю і відмовляючись створити будь-який культ навколо себе. Перед смертю брат Роже передав свої функції керування громаді через похилий вік і слабке здоров'я. Він страждав від швидкої втоми і часто користувався інвалідним візком.
1988 року Роже був нагороджений Премією ЮНЕСКО за виховання в дусі миру, написав багато книг по молитви і роздуми, з проханням до молодих людей бути впевненими у Бозі і бути членами їх місцевих церковних громад і людства. Також писав книги про християнську духовність і молитви, деякі разом з Мати Терезою, близьким другом якої він був.

## Екуменічні ідеали

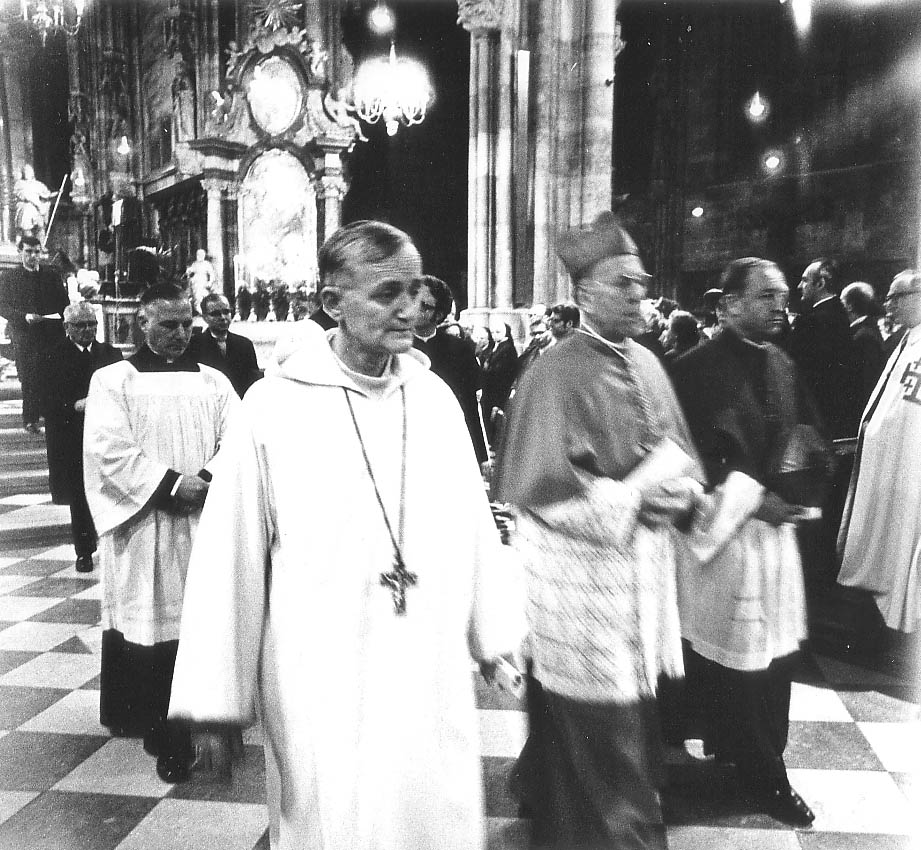
Брат Роже з католицьким та протестантським кліром, веде екуменічну службу в Соборі святого Стефана, прибл. 1975

Все його життя Роджер присвятив себе примиренню різних християнських церков, особливо звертався до християнської молоді. Під час зібрання Тезе в Парижі 1995 року він говорив з більш ніж 100 тисячами молодих людей, які сиділи на підлозі виставкового залу. Він сказав тоді:
Ми прийшли сюди, щоб шукати або піти на пошук через мовчання і молитву, щоб увійти в контакт з нашим внутрішнім життям.
1980 року, під час Європейської конференції в Римі, він сказав такі слова у Базиліці Святого Петра у присутності Папи Римського Іоанна Павла II: 
 Я знайшов власну ідентичність як християнин, примирюючи в собі віру мого походження з таємницею католицької віри, не порушуючи спілкування з ким-небудь.
Брат Роже отримував католицьке Таїнство Євхаристії під час католицької меси що відзначається щоранку в монастирі. Також отримав причастя з рук Папи Римського Іоанна Павла II і папи Бенедикта XVI, здавалося б, суперечить канонічному праву з адміністрування причастя тих, хто не в повному спілкуванні з Римсько-католицької церквою.
За словами кардинала Вальтер Каспер, це було досягнуто шляхом мовчазного порозуміння між братом Роже і католицькою церквою, «що перетинає певну сповідь і канонічні перешкоди» через те, що брат Роже називає поступовим збагаченням його віри, основ Католицької церкви, в тому числі «служіння єдності, здійснюваного єпископами Риму.»

## Смерть

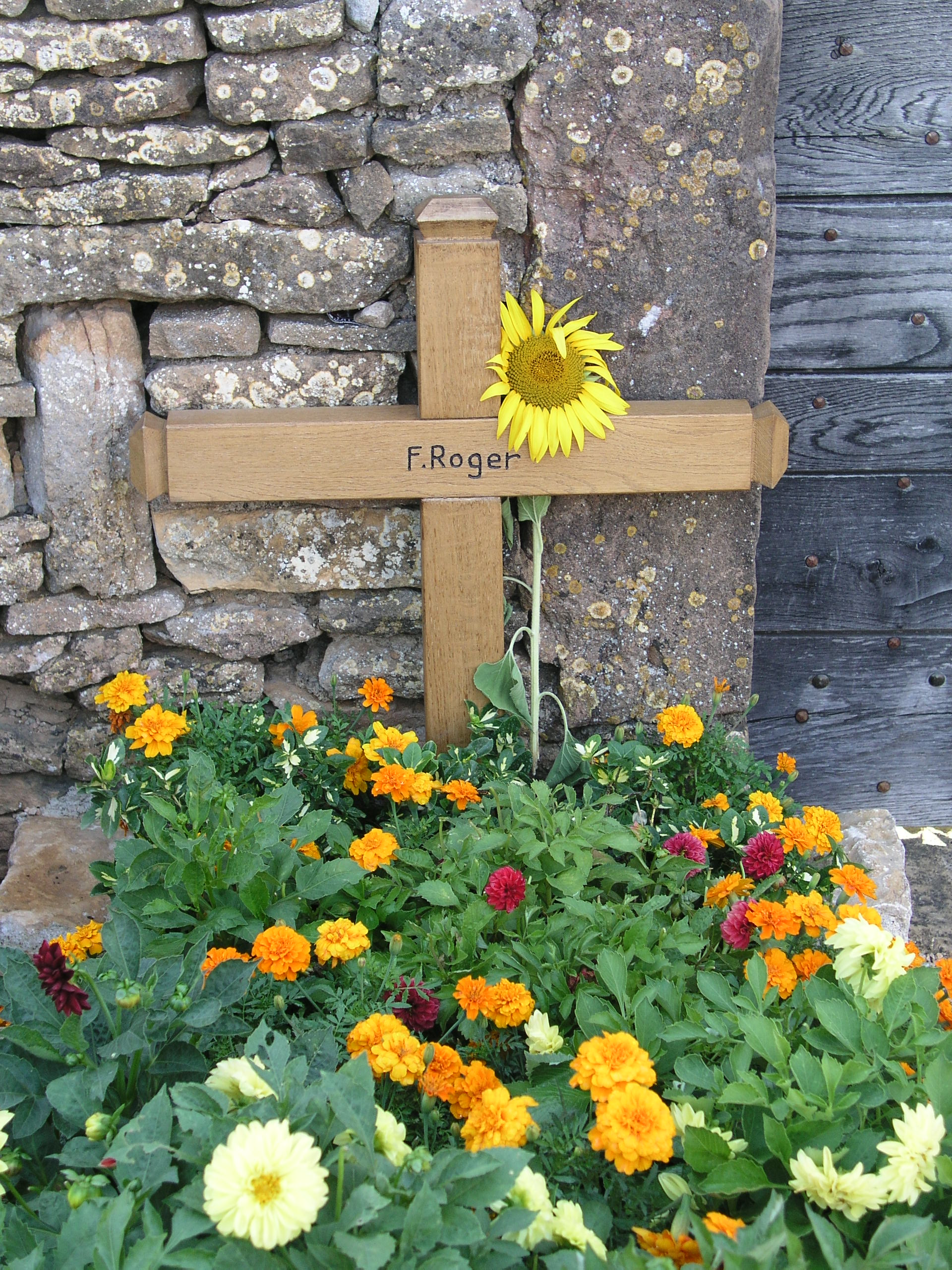
Brother Roger's grave in Taizé

Брат Роже був зарізаний під час вечірного молебню у Тезе 16 серпня 2005. Це зробила молода румунська жінка Лумініта Руксандра Солкан, яку згодом було визнано психічно хворою. Роже було поранено кілька разів, один з братів ніс його від церкви, де він незабаром помер. Нападницю було негайно затримано прихожанами і передано поліції.
Похорон відбувся 23 серпня 2005 року, його відвідали Горст Келер, тодішній Президент Німеччини, і Ніколя Саркозі, тодішній міністр внутрішніх справ Франції. Спільнота і друзі брата Роджера взяли участь у літургії у величезному монастирському храмі в Тезе, в той час як тисячі дивились його на величезному екрані в полях за межами церкви. Проста дерев'яна труна брата Роже, дерев'яна ікона, що лежала на ній, була віднесена до церкви членами спільноти.
У вельми незвичайний спосіб, похорон цього протестантського ченця був під головуванням католицького кардинала, Вальтер Каспер, президент Ватикану і Папської Ради сприяння єдності християн, який відправив месу в співслужінні з чотирма священиками-братами Тезе. У своїй проповіді він сказав: «Так, весна в екуменізму розквітла на пагорбі Тезе.»
Посилаючись на заклопотаність брата Роже соціальною справедливістю, кардинал Каспер сказав, що «кожна форма несправедливості або зневаги дуже засмучувала його. Наступник брата Роже, Брат Алоїс, молився про прощення: «З Христом на хресті, ми говоримо вам, Отче, прости їй, що вона не знає, що вона зробила».

## Наступник
1998 року брат Роже призначив Брата Алоїса, німця, який прийшов до Тезе ще юним, своїм наступником. Це було підтверджено в громаді й в січні 2005 року було оголошено, що Алоїс незабаром займе місце брата Роджера в Тезе.

## Публікації
- 1944, Introduction a la Vie Communautaire
- 1953, La Regle de Taize
- 1958, Vivre l'Aujourd'hui de Dieu / Living Today for God
- 1962, L'unité, espérance de vie / Unity, life's hope
- 1965, Dynamique du provisoire / The Power of the Provisional
- 1968, Violence des pacifiques / Violent for Peace
- 1971, Ta fête soit sans fin / Festival Without End, diary February 1969 — May 1970
- 1973, Lutte et contemplation / Struggle and Contemplation, diary May 1970 — April 1972
- 1976, Vivre l'inespéré / A Life We Never Dared Hope For, diary May 1972 — September 1974
- 1979, Etonnement d'un amour / The Wonder of a Love, diary September 1974 — December 1976
- 1980, Les Sources de Taizé / The Sources of Taizé
- 1982, Fleurissent tes déserts / And Your Deserts Shall Flower
- 1985, Passion d'une attente / A Heart that Trusts
- 1988, Son amour est un feu / His Love is a Fire
- 1989, Marie, Mère des Réconciliations / Mary, Mother Of Reconciliations (written together with Mother Teresa)
- 1992, La prière, fraîcheur d'une source / Prayer: Seeking the Heart of God (written together with Mother Teresa)
- 1995, En tout la paix du cœur / Peace of Heart in all Things
- 2001, Dieu ne peut qu'aimer / God is Love Alone
- 2005, Pressens-tu un bonheur ? / Do you expect happiness?

Видання, перераховані в алфавітному порядку, знайдені в Library of Congress Catalog [Архівовано 7 серпня 2012 у WebCite] незабаром після його смерті:
- Afire with love: meditations on peace and unity. ISBN 0-8245-0474-7
- Amour de tout amour: les sources de Taizé. (1990) ISBN 2-85040-107-2
- Awakened from within: meditations on the Christian life. (1987) ISBN 0-385-23536-4
- Brother Roger of Taize: Essential Writings (Modern Spiritual Masters Series) (2006) ISBN 1-57075-639-2
- Dynamik des Vorläufigen. (1967) Translation of Dynamique du provisoire
- Dynamique du proviso ire. (1965)
- En tout la paix du Coeur (1995) ISBN 2-259-18389-1
- Essential Writings. (2006) ISBN 978-1-57075-639-9
- Étonnement d'un amour: journal. (1979-)
- Festival (1973) a translation of Ta fête soit sans fin. ISBN 0-8164-2583-3
- Fleurissent les déserts du coeur: journal, 5e volume, 1977—1979. (1982) ISBN 2-85040-006-8
- Life from within: prayers. (1990) a Translation of: Aus dem Innern leben. ISBN 0-264-67214-3 and ISBN 0-664-25162-5
- Living today for God. (1962) Originally published under the title Vivre l'Aujourd'hui de dieu.
- Lutte et contemplation; journal 1970—1972. (1973)
- No greater love: sources of Taizé. (1991) ISBN 0-8146-2029-9 and ISBN 0-264-67253-4
- Parable of community: the rule and other basic texts of Taizé. (1980) ISBN 0-8164-2301-6
- Passion d'une attente: journal, 6e volume, 1979—1981. (1985) ISBN 2-02-008948-3
- Peace of heart in all things: meditations for each day of the year. (1996) ISBN 0-941050-96-3
- The power of the provisional. (1969) Originally published as Dynamique du provisoire. ISBN 0-340-02544-1
- Le Règle de Taizé. (1966)
- Revelation, a Protestant view; the Dogmatic Constitution on divine revelation, a commentary / by Roger Schutz and Max Thurian. (1968)
- The Rule of Taizé in French and in English. (1968) Translation of Le Règle de Taizé ISBN 0-8164-2564-7
- The Rule of Taizé in French and in English. (1967) French title: Le Règle de Taizé
- Struggle and contemplation; journal, 1970-2. (1974) Translation of Lutte et contemplation. ISBN 0-8164-2106-4
- Struggle and contemplation: journal 1970-2. (1974) Translation of Lutte et contemplation. ISBN 0-281-02809-5
- Ta fête soit sans fin. (1971)
- Ta fête soit sans fin: journal 1969—1970. (1971)
- Unanimité dans le pluralisme. (1966)
- Unanimité dans le pluralisme. (1972)
- Unanimity in pluralism. (1967)
- Unity: man's tomorrow / by Roger Schutz (1962) Translation of L'unité, espérance de vie.
- Violence des pacifiques. (1968)
- Violent for peace. (1970) Translation of Violence des pacifiques. ISBN 0-664-24922-1
- Violent for peace (1970) Translation of Violence des pacifiques. ISBN 0-232-51093-8
- Vivre l'inespéré : journal 1972—1974. (1976)
- Taizé: lieu de communion. (1972)
- Mary, Mother of Reconciliations / by Mother Teresa of Calcutta, Brother Roger of Taizé (1989) ISBN 0-8091-3063-7
- Meditations on the way of the cross / by Mother Teresa of Calcutta and Brother Roger of Taizé (1987) Translation of: Kreuzweg ISBN 0-8298-0585-0
- Seeking the heart of God: reflections on prayer / Mother Teresa and Brother Roger (1993) Translated from the French. ISBN 0-06-068238-8